# Ikeshima
Ike-shima (池島, Ikeshima), aussi appelée Ikejima, est une île du Japon située en mer du Japon, dans la préfecture de Nagasaki non loin de la ville du même nom.
Lieu d'une mine de charbon, des milliers de travailleurs vivaient auparavant sur l'île. Elle est connue pour avoir employé pas moins de 8 000 voire 10 000 personnes à son apogée (ce qui en faisait alors l'un des endroits les plus densément peuplés au monde).
En 2018, il ne reste que 130 habitants sur l'île, essentiellement des mineurs retraités et leur famille, restés dans leur logement de travail.
L'île abrite la seule mine de charbon désaffectée du Japon accessible aux touristes.

## Géographie

### Localisation
L'île, située à 7 km à l'ouest de la péninsule de Nishisonogi et à 1,5 km au nord-est du récif oriental d'Ohikishima, fait une superficie de 1,2 km du nord au sud et de 1,6 km d'est en ouest.
À l'extrémité nord-est se trouve un port, auparavant un lac appelé Kagami-Ike (鏡池) avec une plage de galets qui était en réalité une lagune avec de l'eau de mer allant jusqu'à 4,5 m de profondeur et s'étendant à l'intérieur de l'île sur 400 m.

### Relief
Dôtée d'un littoral long de 4 km, la terre boisée sur l'île d'Ike est assez vallonnée. Le point culminant de l'île est de 84 mètres au-dessus du niveau de la mer.[réf. souhaitée]

## Histoire
L'île est au départ habitée par quelques familles de pêcheurs.
En 1913, les terres locales sont achetées par la société minière Mitsui Mining pour l'extraction de la houille.
En 1952, Matsushima Tanko Co., Ltd. commence le développement de gisements et la construction d'une future mine. L'exploitation minière commence en 1959 (avec un volume annuel de 1,2 million de tonnes de charbon extraites). Les salaires élevés et la demande croissante de charbon commencent alors à attirer un grand nombre de travailleurs sur l'île, conduisant à la construction de grands immeubles résidentiels (une école primaire et une secondaire avec environ 1 000 élèves étaient même présentes en plus des vastes lotissements). Avant cela, seuls 300 résidents permanents environ vivaient sur l'île.
Pour compenser la pénurie d'eau sur l'île, une usine de dessalement à 8 étages d'une capacité de 2 650 tonnes par jour est construite conjointement par Ishikawajima-Harima Heavy Industries et Sasakura Engineering (ja),. La station commence à fonctionner au printemps 1967 pour fournir de l'eau potable à 8 000 personnes.
En 1970, l'île compte 7 776 habitants.
En 1984, l'île atteint son pic de production avec plus de 1,5 million de tonnes extraites.
Progressivement, le site connaît ensuite un déclin à la suite de nombreux accidents et des importations concurrentes de charbon moins cher en provenance de l'étranger.
La fermeture définitive de la mine a lieu le 28 novembre 2001 (elle est alors l'une des deux dernières mines de charbon du pays ainsi que la dernière à fermer à Kyūshū), lorsque 2 500 travailleurs sont licenciés. Cela a pour conséquence de vider immédiatement des dizaines d'immeubles,.

## Faune
À la suite du quasi-abandon de l'île une importante population de chats s'est développée.
Le sanglier est découvert pour la première fois sur l'île en 2011. On pense qu'ils sont venus à la nage de Matsu-shima, dans la ville de Saikai, et leur augmentation constante est désormais devenue un problème.

## Démographie
| \| Année \| Habitants \| \| ----- \| --------- \| \| 1952 \| 300 \| \| 1970 \| 7 776 \| \| 2001 \| 2 700 \| \| 2019 \| 129 \| \| 2021 \| 80 \| |           |
| Année | Habitants |
| 1952 | 300       |
| 1970 | 7 776     |
| 2001 | 2 700     |
| 2019 | 129       |
| 2021 | 80        |

## Tourisme
L'île organise aujourd'hui[Quand ?] des visites guidées pour les touristes, où l'on peut entrer dans les anciens puits de mine par petits trains.
En 2011, les voitures de mine de passagers sont restaurées. Le train à trois voitures peut transporter jusqu'à 27 passagers et parcourir 300 mètres.
En 2014, l'île est visitée par 4 500 touristes, et plus de 7 000 en 2015 (des visites de complexes résidentiels abandonnés sont également ouvertes aux touristes cette année-là).

## Galerie

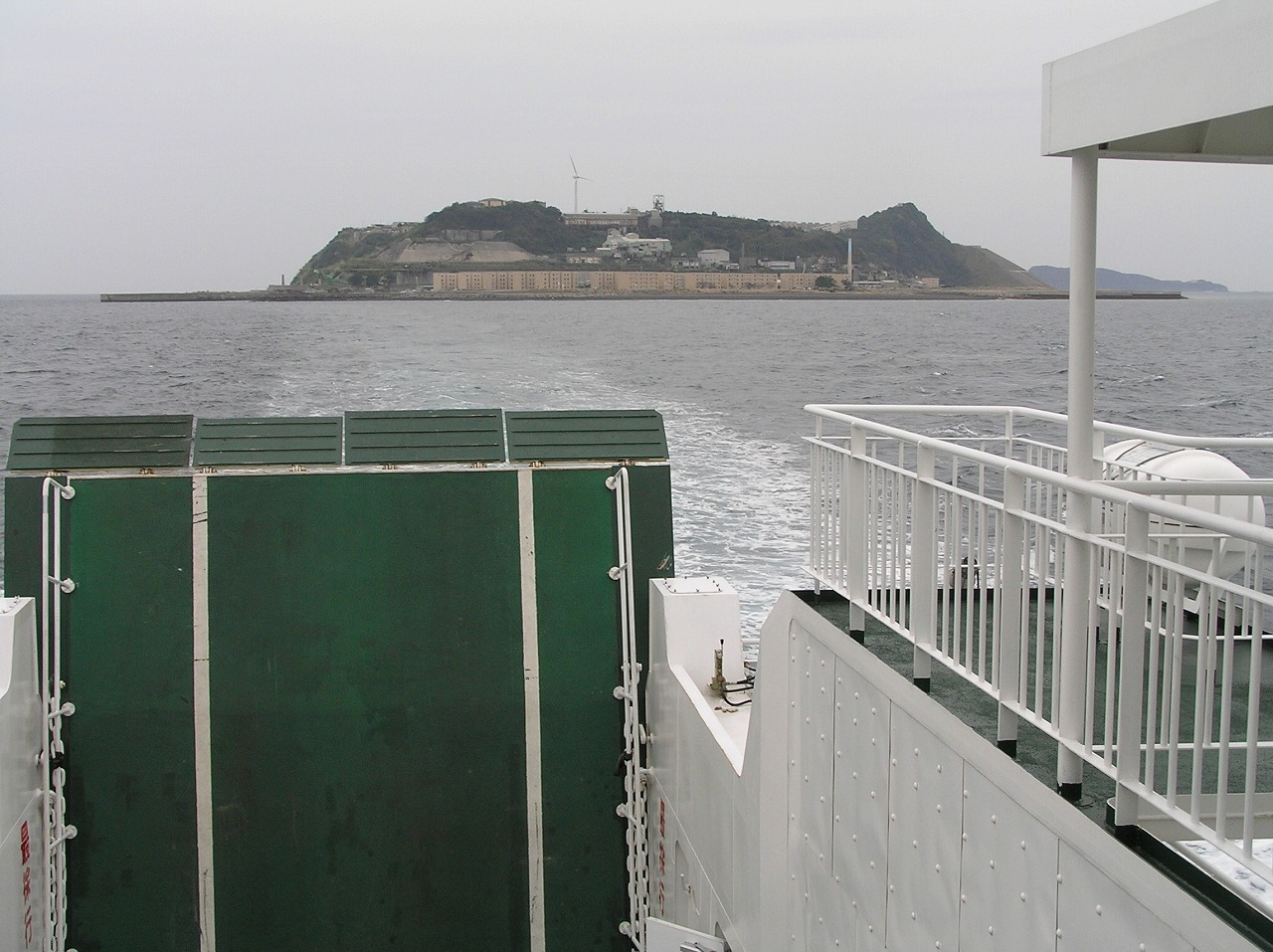
Vue d'Ikeshima depuis le ferry du port de Seto (commune d'Ōseto, ville de Saikai).
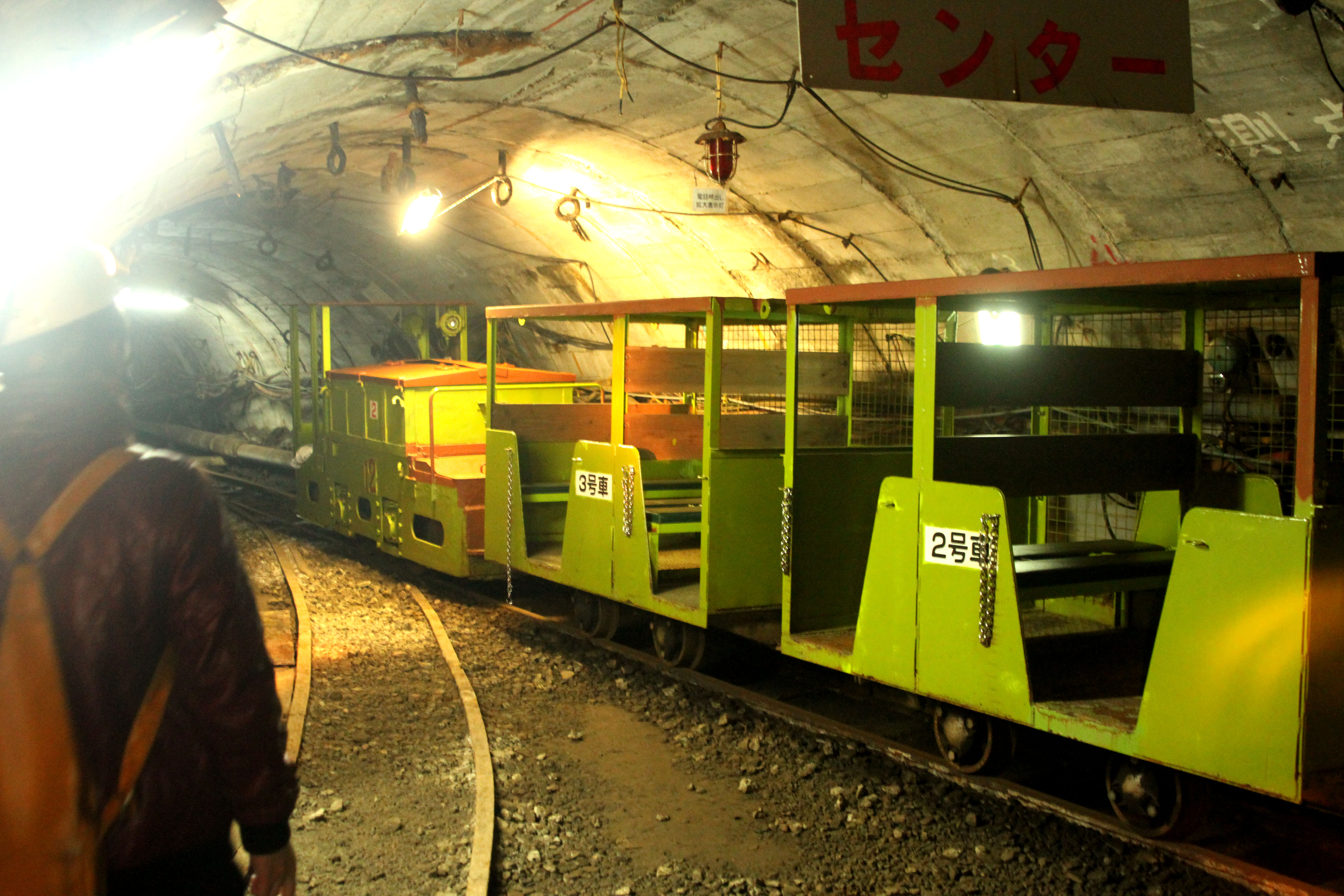
Intérieur de la mine de charbon d'Ikeshima.
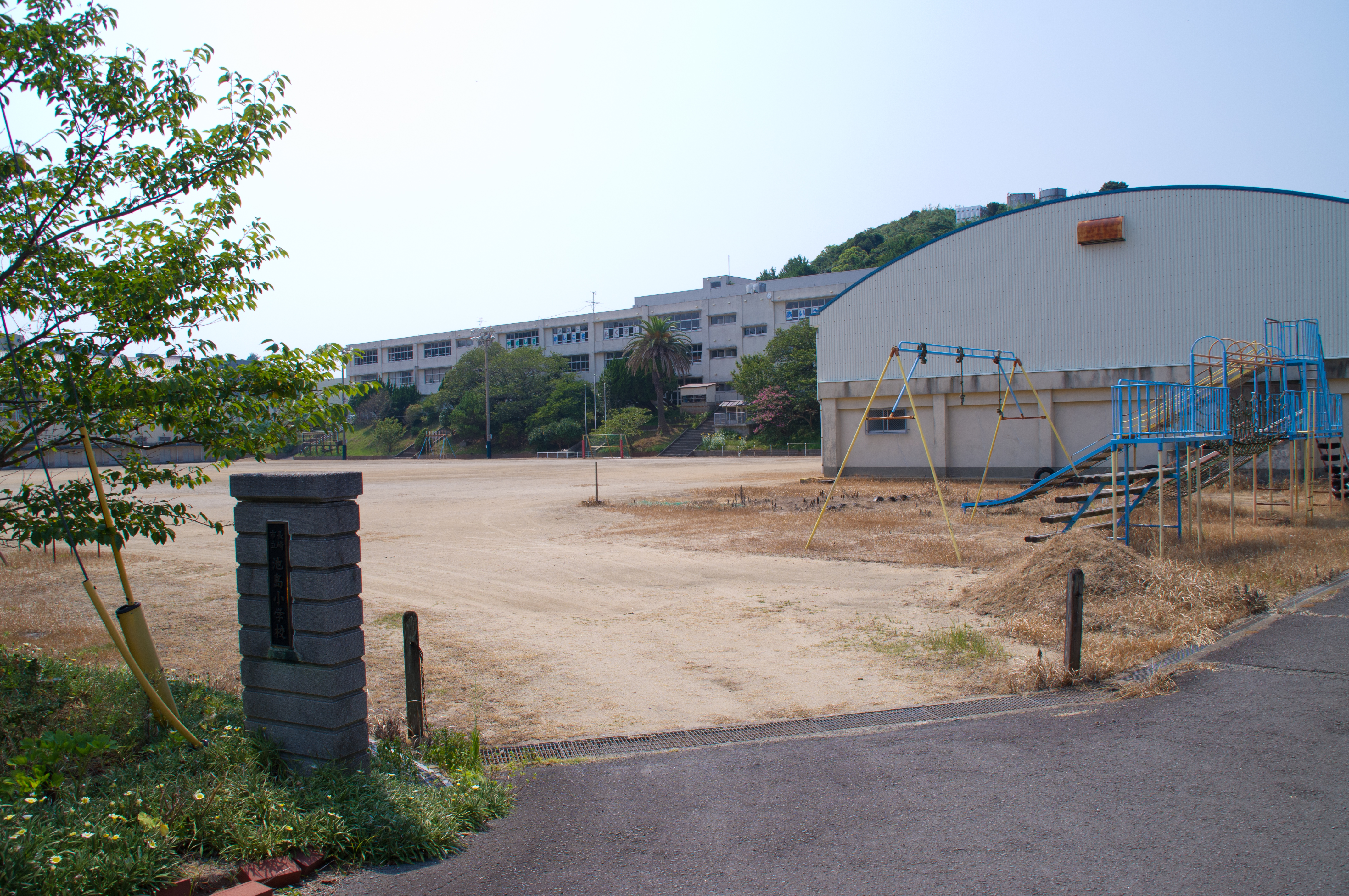
École élémentaire d'Ikeshima.
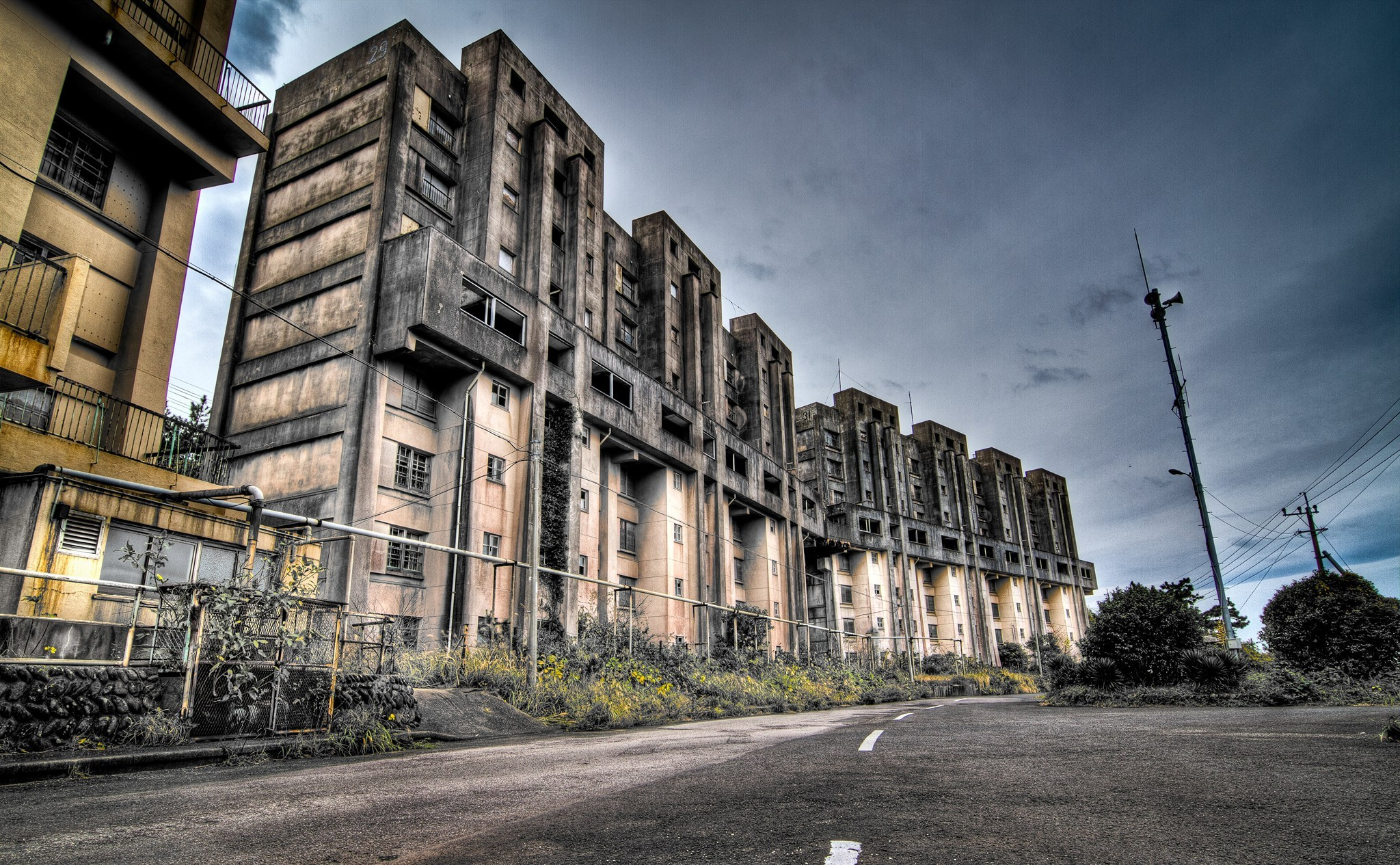
Immeubles abandonnés à Ikeshima.